# Nat Pendleton
Nathaniel Greene Pendleton (ur. 9 sierpnia 1895 w Davenport, zm. 12 października 1967 w San Diego) – amerykański olimpijczyk w zapasach i aktor.
Na igrzyskach w 1920 roku zdobył srebrny medal w zapasach w stylu wolnym

## Filmy
- 1932: Końskie pióra jako MacHardie (niewymieniony w czołówce)
- 1932: Pod znakiem Krzyża jako Strabon
- 1932: Baby Face jako Stolvich (niewymieniony w czołówce)
- 1933: Arystokracja podziemi jako Shakespeare
- 1933: Nie jestem aniołem jako Harry (niewymieniony w czołówce)
- 1934: Wielki gracz jako Spud
- 1934: W pogoni za cieniem jako porucznik John Guild
- 1935: Dla ciebie tańczę jako Blossom
- 1936: Wielki Ziegfeld jako Eugen Sandow
- 1934: Dziewczyna z Missouri jako ratownik
- 1939: Ten cudowny świat jako sierżant Fred Koretz
- 1940: Północno-zachodnie przejście jako "Cap" Huff